# Qezelkechī
Qezelkechī (persiska: قزلکچی) är en ort i Iran.   Den ligger i provinsen Östazarbaijan, i den nordvästra delen av landet, 400 km nordväst om huvudstaden Teheran. Qezelkechī ligger 1 691 meter över havet och antalet invånare är 802.
Terrängen runt Qezelkechī är platt åt sydväst, men åt nordost är den kuperad.Runt Qezelkechī är det ganska tätbefolkat, med 62 invånare per kvadratkilometer. Närmaste större samhälle är Sarāb, 17,7 km öster om Qezelkechī. Trakten runt Qezelkechī består i huvudsak av gräsmarker.